# Борія
Борія (пол. Boria) — село в Польщі, у гміні Цьмелюв Островецького повіту Свентокшиського воєводства.
Населення — 210 осіб (2011).
У 1975-1998 роках село належало до Тарнобжезького воєводства.

## Демографія
Демографічна структура на день 31 березня 2011 року:
|          | Загалом | Допрацездатний вік | Працездатний вік | Постпрацездатний вік |
| -------- | ------- | ------------------ | ---------------- | -------------------- |
| Чоловіки | 100     | 13                 | 68               | 19                   |
| Жінки    | 110     | 17                 | 54               | 39                   |
| Разом    | 210     | 30                 | 122              | 58                   |